# San Miguel (ort i Costa Rica)
San Miguel är en ort i Costa Rica.   Den ligger i provinsen San José, i den centrala delen av landet, 7 km söder om huvudstaden San José. San Miguel ligger 1 216 meter över havet och antalet invånare är 28 827.
Terrängen runt San Miguel är varierad. Runt San Miguel är det mycket tätbefolkat, med 1 313 invånare per kvadratkilometer. Närmaste större samhälle är San José, 7,3 km norr om San Miguel. Runt San Miguel är det i huvudsak tätbebyggt.